# J. L. C. Pompe van Meerdervoort
Pour les articles homonymes, voir Pompe (homonymie).
Johannes Lijdius Catharinus Pompe van Meerdervoort (5 mai 1829 à Bruges - 7 octobre 1908 à Bruxelles) est un chimiste et médecin néerlandais basé à Nagasaki.

## Biographie
Pompe van Meerdervoort naît dans une famille aristocratique originaire de Dordrecht. 
Pompe étudie la médecine à l'hôpital militaire d'Utrecht et devient chirurgien naval en 1849.
Pompe van Meerdervoort séjourne à Nagasaki entre 1857 et 1862. Au cours de cette période et à l'invitation du Tokugawa bakufu, il enseigne la médecine au sein de l'académie navale. Il enseigne également la photographie.
Parmi ses élèves photographes, on peut retenir Ueno Hikoma, l'un des premiers photographes professionnels japonais et Uchida Kuichi, le premier à photographier l'Empereur Meiji et l'impératrice Shōken.

## Publications
- Beknopte handleiding tot de Geneesmiddelleer : ten gebruike van de Keizerlijke Japansche Geneeskundige School te Nagasaki. Desima : Nederlandsche Drukkerij, 1862
- 1867-1868, Vijf jaren in Japan (Cinq ans au Japon)[2].